# 作山城
作山城（つくりやまじょう）は、香川県高松市香西南町にあった日本の城。

## 概要
香西資村が築城した。資村の子孫、香西佳清の代で落城した。現在は住宅地であり、城の跡は跡形もない。